# Ва (самоуправляемая зона)
Ва (бирм. ဝ ကိုယ်ပိုင်အုပ်ချုပ်ခွင့်ရ တိုင်း wa̰ kòbàɪɴ ʔoʊʔtɕʰoʊʔ kʰwɪ̰ɴja̰ táɪɴ) — самоуправляемая зона в штате Шан (национальный округ) Мьянмы, где проживает одноимённая народность ва. Самоуправляемая зона делится на 6 уездов. Создана в 2008 году.